# Östliche Pfälzer Moorniederung
Koordinaten: 49° 25′ 26,7″ N, 7° 36′ 0,6″ O
Die Östliche Pfälzer Moorniederung ist ein Naturschutzgebiet im Landkreis Kaiserslautern in Rheinland-Pfalz.
Das etwa 1400 ha große Gebiet umfasst Teile der Stadt
Kaiserslautern und der Gemeinden Kindsbach (Verbandsgemeinde Landstuhl), Ramstein (Verbandsgemeinde Ramstein-Miesenbach), Landstuhl und Hauptstuhl (Verbandsgemeinde Landstuhl) und Weilerbach (Verbandsgemeinde Weilerbach).
Durch die Unterschutzstellung soll die „östliche Pfälzer Moorniederung mit Mooren, extensivem Grünland, naturnahen Wäldern und Gewässern als großer zusammenhängender Feuchtlebensraum für dort typische, seltene und gefährdete wildwachsende Pflanzen und wildlebende Tierarten im Zusammenhang mit und in Ergänzung zu ihrem Westteil“ erhalten und entwickelt werden. Sie erfolgt außerdem „wegen ihrer besonderen Eigenart, Seltenheit und zum Teil hervorragenden Schönheit.“